# (3106) Morabito
(3106) Morabito ist ein Asteroid des Hauptgürtels, der am 9. März 1981 vom US-amerikanischen Astronomen Edward L. G. Bowell entdeckt wurde.
Er wurde nach der US-amerikanischen Ingenieurin Linda A. Morabito (* 1953) benannt.